# Gugney-aux-Aulx
Pour les articles homonymes, voir Gugney (homonymie).
Gugney-aux-Aulx est une commune française située dans le département des Vosges en région Grand Est.

## Géographie

### Localisation
Gugney-aux-Aulx est au centre d'un quadrilatère formé par Mirecourt à l'ouest (13 km), Charmes au nord (8 km), Châtel-sur-Moselle à l'est (12 km) et Dompaire au sud (15 km). Géographiquement rattaché au pays de Mirecourt, Gugney-aux-Aulx est historiquement tourné vers la Moselle par la vallée du Colon, affluent du Madon.

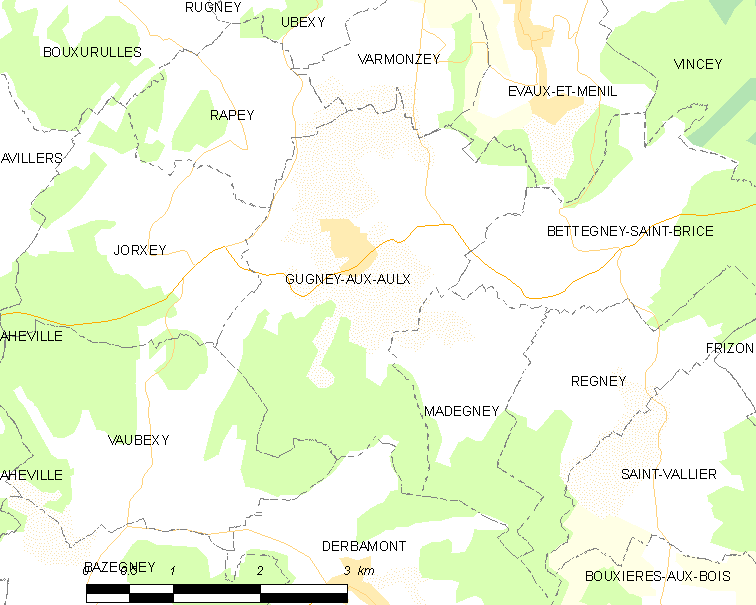
Situation géographique de Gugney-aux-Aulx.

| Rapey   | Varmonzey       | Évaux-et-Ménil        |
| Jorxey  | Gugney-aux-Aulx | Bettegney-Saint-Brice |
| Vaubexy | Derbamont       | Madegney              |

### Géologie et relief
Hydrogéologie et climatologie : Système d’information pour la gestion des eaux souterraines du bassin Rhin-Meuse :
Territoire communal : Occupation du sol (Corinne Land Cover); Cours d'eau (BD Carthage),
Géologie : Carte géologique; Coupes géologiques et techniques,
 Hydrogéologie : Masses d'eau souterraine; BD Lisa; Cartes piézométriques.

### Hydrographie
La commune est située dans le bassin versant du Rhin au sein du bassin Rhin-Meuse. Elle est drainée par le Colon, le ruisseau de Bouelle, le ruisseau des Corbelles et le ruisseau du Bois Gerard,.
Le Colon, d'une longueur totale de 20,3 km, prend sa source dans la commune de Regney et se jette  dans le Madon à Xaronval, après avoir traversé 13 communes.

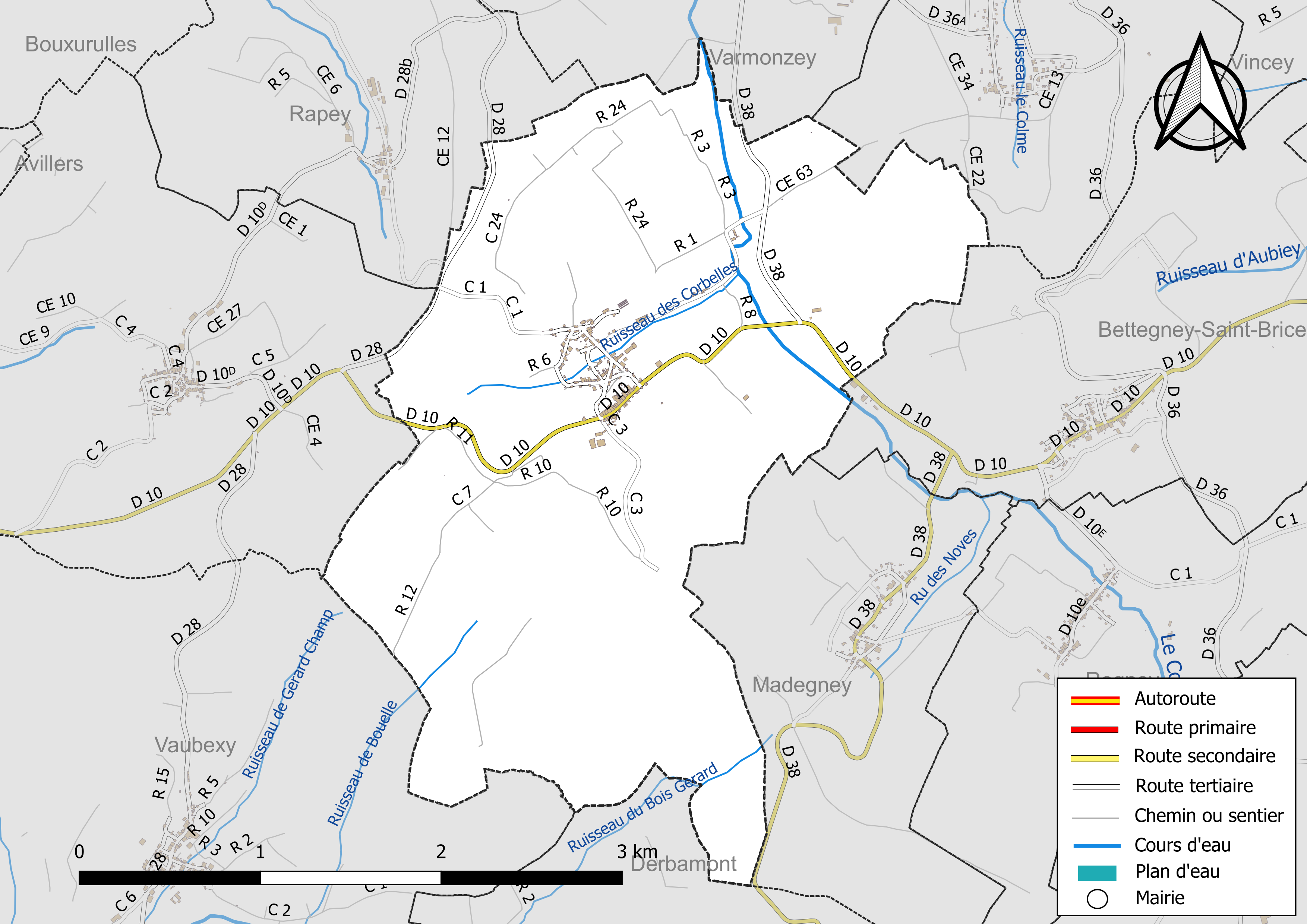
Réseaux hydrographique et routier de Gugney-aux-Aulx.

### Climat
Pour des articles plus généraux, voir Climat du Grand Est et Climat des Vosges.
En 2010, le climat de la commune est de type climat de montagne, selon une étude du Centre national de la recherche scientifique s'appuyant sur une série de données couvrant la période 1971-2000. En 2020, Météo-France publie une typologie des climats de la France métropolitaine dans laquelle la commune est exposée à un climat semi-continental et est dans la région climatique  Lorraine, plateau de Langres, Morvan, caractérisée par un hiver rude (1,5 °C), des vents modérés et des brouillards fréquents en automne et hiver. 
Pour la période 1971-2000, la température annuelle moyenne est de 9,4 °C, avec une amplitude thermique annuelle de 17,2 °C. Le cumul annuel moyen de précipitations est de 936 mm, avec 12,5 jours de précipitations en janvier et 10,1 jours en juillet. Pour la période 1991-2020, la température moyenne annuelle observée sur la station météorologique de Météo-France la plus proche, « Mirecourt-inra », sur la commune de Mirecourt à 10 km à vol d'oiseau, est de 10,4 °C et le cumul annuel moyen de précipitations est de 824,3 mm. 
La température maximale relevée sur cette station est de 39,5 °C, atteinte le 25 juillet 2019 ; la température minimale est de −19,5 °C, atteinte le 20 décembre 2009,,. 
Les paramètres climatiques de la commune ont été estimés pour le milieu du siècle (2041-2070) selon différents scénarios d'émission de gaz à effet de serre à partir des nouvelles projections climatiques de référence DRIAS-2020. Ils sont consultables sur un site dédié publié par Météo-France en novembre 2022.

### Paysages
Gugney-aux-Aulx est situé au sein d'une entité paysagère cloisonnée par un enchevêtrement de buttes issues de l’érosion partielle de grès infraliasiques et de dolomies du Keuper. Les buttes, leurs coteaux et leurs versants, sont largement ouverts par une alternance d'herbages et de vergers, essentiellement de mirabelliers. Leurs parties sommitales sont parfois recouvertes de forêts (hêtres et résineux).
Le village s'est implanté dans le « bassin » du ruisseau des Corbelles, altitude moyenne 315 m, avec une nappe phréatique affleurante sur le versant nord (les sources y sont nombreuses). Il est entouré par une suite de collines : Haut de Bocquemont (421 m), Les Fourches (417 m), Le Mété, Coucherémont (411 m), Les Poirières (398 m) et Le Tailleux (colline de Flavaucourt 404 m).

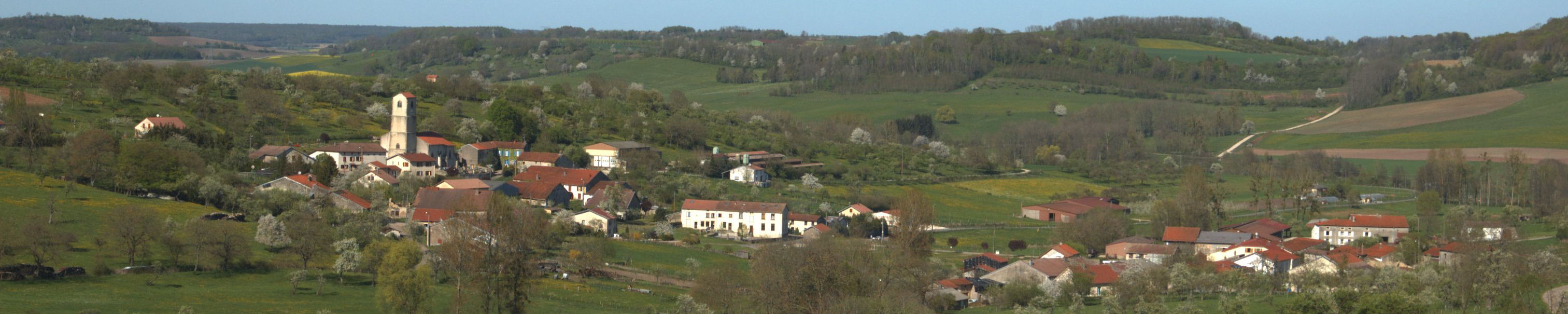
Vue d'ensemble depuis "La Chapelle", route de Mirecourt.

Détruit en 1635, durant la guerre de Trente Ans, le village s'est reconstruit progressivement en deux grandes étapes : 
- seconde moitié du XVIIe siècle et première moitié du XVIIIe siècle, « village rue lorrain » typique sur le versant nord entre l'église et le ruisseau des Corbelles : rues de l'Atre, de la Poirie et Graboué ;
- à partir de la seconde moitié du XVIIIe siècle, extension rue haute et de l'église.

## Urbanisme

### Typologie
Au 1er janvier 2024, Gugney-aux-Aulx est catégorisée commune rurale à habitat dispersé, selon la nouvelle grille communale de densité à sept niveaux définie par l'Insee en 2022.
Elle est située hors unité urbaine et hors attraction des villes,.

### Occupation des sols
L'occupation des sols de la commune, telle qu'elle ressort de la base de données européenne d’occupation biophysique des sols Corine Land Cover (CLC), est marquée par l'importance des territoires agricoles (66,5 % en 2018), une proportion identique à celle de 1990 (66,5 %). La répartition détaillée en 2018 est la suivante : 
zones agricoles hétérogènes (33,7 %), forêts (30,5 %), cultures permanentes (17,2 %), prairies (15,6 %), zones urbanisées (3 %). L'évolution de l’occupation des sols de la commune et de ses infrastructures peut être observée sur les différentes représentations cartographiques du territoire : la carte de Cassini (XVIIIe siècle), la carte d'état-major (1820-1866) et les cartes ou photos aériennes de l'IGN pour la période actuelle (1950 à aujourd'hui).

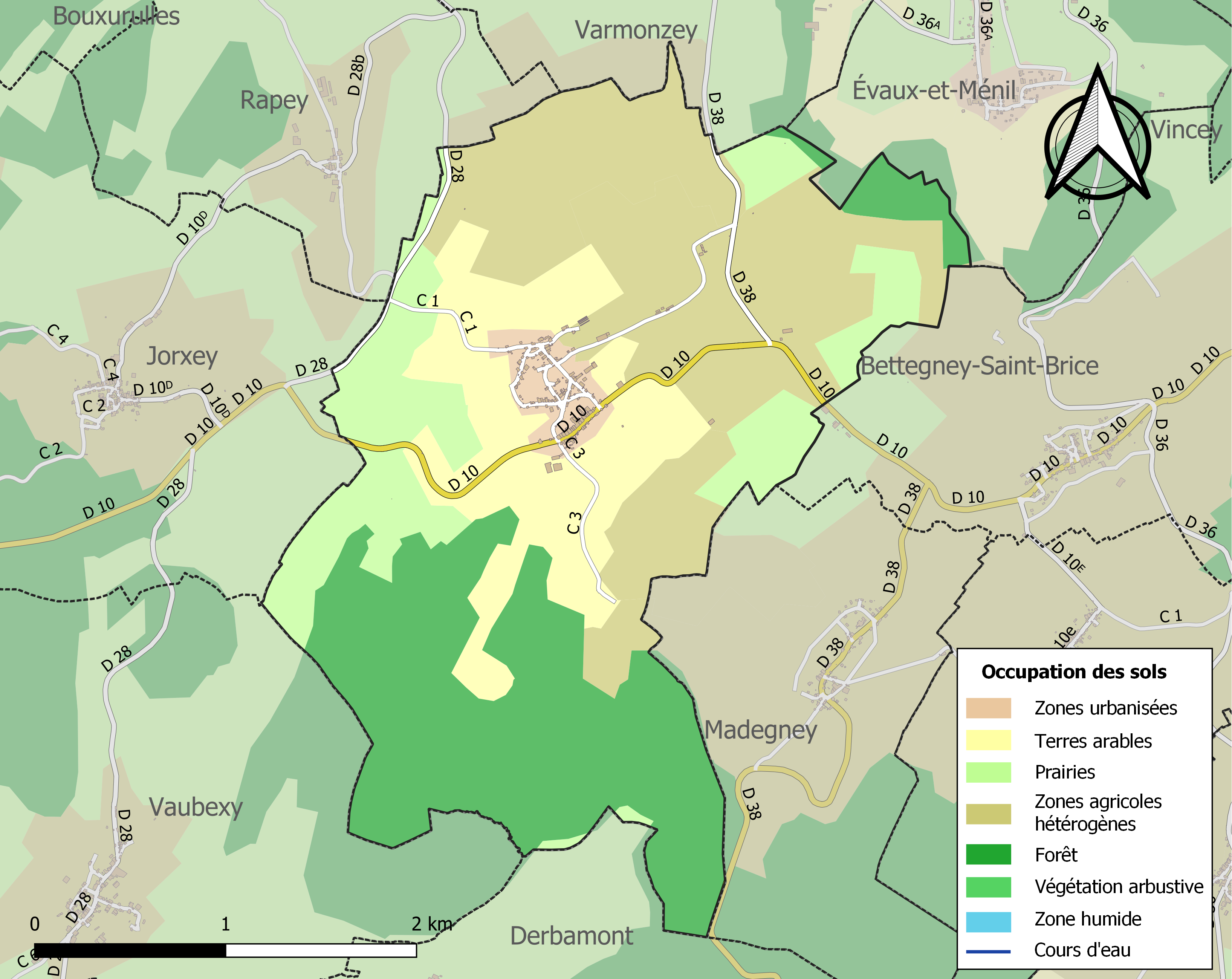
Carte des infrastructures et de l'occupation des sols de la commune en 2018 (CLC).

### Risques naturels et technologiques
Commune située dans une zone 2 de sismicité faible.

### Contexte régional[18]
Les premières couronnes sédimentaires du Bassin parisien s’étalent sur la majeure partie du territoire lorrain. Elles rythment les paysages en une succession de cuestas abruptes, de plateaux aux sols filtrants et de plaines argileuses et humides, qui s’ouvrent en éventail depuis le sud de la région.
Le défrichement des forêts qui couvraient la Lorraine est amorcé dès le néolithique. Il s'est poursuivi durant la colonisation romaine, le long des grandes voies de déplacement. La mise en culture des terroirs de fronts de côtes, au climat doux, propices à la vigne, s’amorce dès cette époque. Par la suite, au gré des guerres et des épidémies, des vagues successives d’abandon des terres alternent avec des périodes de reconquête et de reconstruction.

## Toponymie
Le nom de la localité est attesté sous les formes ? De Glurgneis, Giuinei (XIe siècle) ; ? A. de Guneiaco (1147) ; O. de Guineis (1162) ; Guygneix (1298) ; Guengneix (1298) ; Guygneix (1305) ; Guney (1315) ; Gugneix (1353) ; Guigneix (XIVe siècle) ; Guigney (XIVe siècle) ; De Gugnayo (1402) ; Gugney aux Alx (1481) ; Gugney (1492) ; Gugney aux Aulx (1504) ; Gugney aux Aux (1543) ; Guygney eux Aulx (1568) ; Gugney aux Aulz (1594) ; Gugney aux Alz (XVIe siècle) ; Gugney aux Olz (1604) ; Gugney aux Auls (1661) ; Gugney aux Ails (1683) ; Gugney aux Eaux (1725) ; Gugneium ad Allia (1768).

Aulx est le pluriel d,ail. Le village doit son nom à l'ail sauvage (Allium vineale) qui poussait entre les vignes, présent en abondance sur son territoire.

## Histoire

### Époque gallo-romaine
Les cinq tumuli mis au jour au Champ Saint-Èvre au début du XXe siècle - sans être datés, faute de recherches approfondies - semblent montrer une implantation gauloise pré-romaine.
Les Leuques (Leuci) qui occupaient la région ont développé des relations pacifiques avec les Romains. Deux villas romaines auraient été érigées dans la zone actuelle du "Gros hêtre" (territoire de Madegney). Deux voies romaines passent sur le territoire de Gugney :
- la voie Langres―Strasbourg suit la crête entre Gugney et Jorxey avant d'obliquer, au-dessus de Rapey, pour traverser le Colon au "Moulin de Gugney" ;
- la voie Corre à Charmes est un embranchement de la voie Lyon―Metz. Elle reliait les bassins de la Saône et de la Moselle ; venant de Derbamont, elle rejoint la précédente au-dessus de Jorxey et poursuit vers Ubexy.

### De Giuinei à Gugney-aux-Aulx

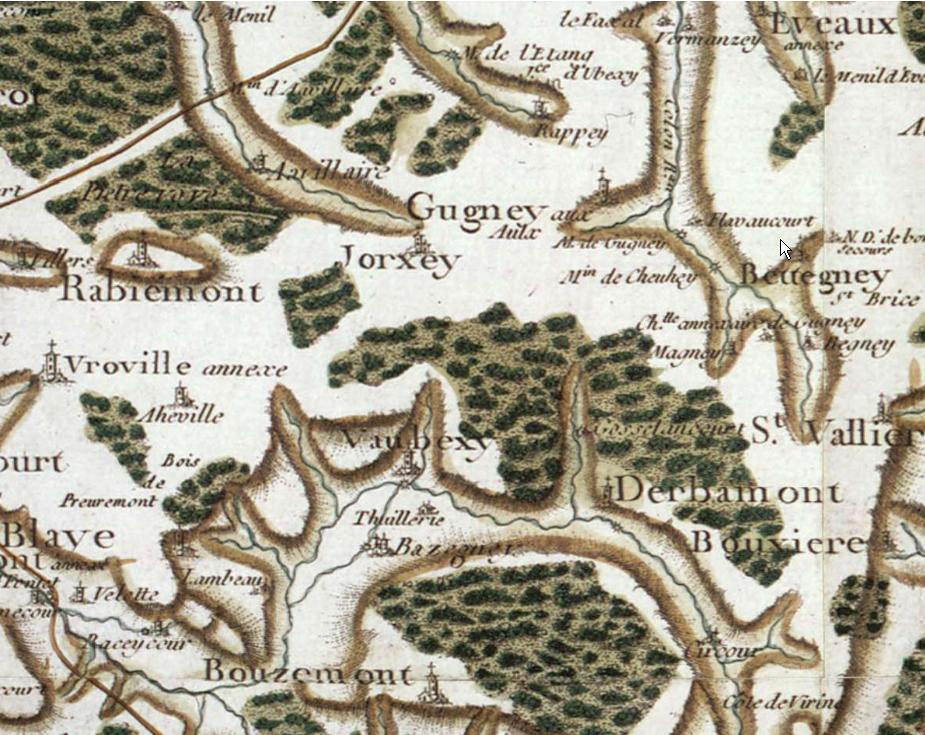
Extrait des cartes de Cassini, XVIIIe siècle.

C'est au XIe siècle qu'apparaît dans les archives De Glurgneis et Giuinei. Comme souvent à cette époque l'appellation varia souvent avec notamment : De Guneiaco (1147), De Guineis (1162), Guygneix (1298), Guney (1315), Gugney aux Alx (1481). Gugney-aux-Aulx apparaît pour la première fois en 1504 mais connut encore de nombreuses appellations jusqu'à la fin du XVIIIe siècle.
La seigneurie de Gugney-aux-Aulx (Gugneium ad Allia, Gugney-aux-Oils) appartenait au  chapitre de Remiremont et était partagée entre l'abbesse et la sonrière de ce chapitre. En 1279, l'abbesse Agnès de Salm laisse à ses successeurs la moitié de ce qu'elle avait acheté aux seigneurs de Bayon pour cinquante livres de forts à Gugney, et elle en donne l'autre moitié au chapitre. Parmi les seigneurs voués de Gugney, on trouve Gérard de Darnieulles en 1299, Ancel de Ceintrey, sire de Darnieulles en 1417, les sires de Mazirot, de Barbara et d'Ubexy aux XVIIe et XVIIIe siècles.
Malgré les nombreuses périodes troublées, Gugney-aux-Aulx semble avoir été un bourg prospère jusqu'à la guerre de Trente Ans (1618-1648). En 1624, Charles IV, duc de Lorraine, refusa l'alliance avec Richelieu et le royaume de France pour se ranger aux côtés des Habsbourg. Six armées, Pologne, Hongrie, Bohème, Espagne, France et Suède, soit 150 000 hommes, déferlent alors sur la Lorraine qui comptait à peine 750 000 habitants. Les atrocités se conjuguent à la peste préexistante et entraînent une dépopulation de la province estimée à 50 %. Gugney-aux-Aulx est particulièrement touché. En 1635, le village est dévasté par une troupe suédoise qui brûle les maisons et massacre la population. En 1648 on ne compte plus que sept feux (familles) dans le village. Le village se repeuple lentement puisqu'en 1726 il compte seulement soixante-huit habitants. Il faudra près d'un siècle pour que Gugney-aux-Aulx retrouve son niveau antérieur d'activité et de population (plus de 500 âmes).

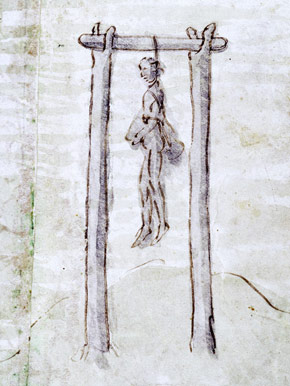
Fourches patibulaires, aquarelle XVIIIe siècle.

Anecdotes historiques se rapportant aux usages locaux en vigueur entre le XVe et le XVIIe siècle
- Il y avait sur le ban de Gugney un signe patibulaire auquel étaient exécutés les criminels condamnés par la justice du lieu. Le maire devait les appréhender et instruire leur procès, à la réquisition du procureur d'office de l'abbesse, pour les faire juger par les habitants de Gugney ; il devait faire prévenir l'abbesse qui envoyait son sénéchal. Celui-ci assistait au jugement et au prononcé de la sentence. Il tirait les prisonniers de prison et les faisait conduire à l'échafaud où le greffier lisait leur procès, après quoi le sénéchal remettait les coupables et les pièces de la procédure entre les mains des voués en ordonnant l'exécution.
- À titre d'exemple, on peut citer l'une des nombreuses condamnations pour sorcellerie qui ont eu lieu dans les Vosges à la fin du XVIe et début du XVIIe siècle : « « Jugement rendu en 1615 par les échevins de Nancy sur un procès intenté par les gens de Gugney-aux-Aulx contre une femme du village convaincue de s'être donnée à l'esprit malin, d'avoir accepté de ses poudres, usé d'icelles sur quelque bétail et d'avoir assisté aux conventicules et assemblées de sorciers ou le dit malin, qui se faisait appeler M. Persin, présidait souvent. Pour réparation duquel crime, le procureur d'office de Monsieur de Vaudémont et de Madame Catherine de Lorraine, abbesse de Remiremont, en leur seigneurie, conclut à ce que cette femme fût mise au carcan, de la conduite au supplice, attachée à une potence pour y être étranglée, puis son corps brulé et réduit en cendres, sur la montagne appelée Le Haut des Fourches, et que ses biens confisqués, ce qui fut exécuté » ».
- Le sénéchal devait, par commandement de l'abbesse, faire faire les montres en armes aux sujets de Gugney, quand la nécessité le réclamait, et ces derniers lui payaient ses dépens. L'appel des sentences de la justice de Gugney ressortissait de la chambre abbatiale et était jugé par l'échevin.
- Tout nouveau marié passant par le finage de Gugney, pour aller épouser ou après avoir épousé, devait cinq sous. Ce droit s'appelait droit de l'aucé ou l'ancé. Les forains payaient cent francs pour droit de bourgeoisie. Il y avait deux tailles à Gugney, l'une en vayn et l'autre en mars.

### Guerre 1939-1945
La commune est libérée le 15 septembre 1944 : le Colonel Billotte, de la 2e DB positionnée entre Vittel, Dompaire et Hymont, donne l'ordre au Commandant de La Horie, basé à Velotte-et-Tatignécourt, d'occuper Nomexy et de constituer une tête de pont à Chatel-sur-Moselle. Dès 8 h 0, une colonne se met en route, sous le commandement du Capitaine Branet, par Mattaincourt, Ahéville, Jorxey avant d'atteindre Gugney, vide d'occupant, vers 10 h 30, puis Nomexy vers 12 h 0.

## Politique et administration

### Découpage territorial
Par arrêté préfectoral du 15 septembre 2023, la commune est retirée le 1er janvier 2024 de l'arrondissement d'Épinal et rattachée à l'arrondissement de Neufchâteau.

### Liste des maires
| Période      | Période      | Identité                 | Étiquette | Qualité       |
| ------------ | ------------ | ------------------------ | --------- | ------------- |
|              | 1965         | Albert Moine             | SE        | Agriculteur   |
| 1965         | 1989         | Pierre Houot (1920-1989) | SE        | Agriculteur   |
| 1989         | 1990         | Roger Frocot             | SE        | Retraité      |
| 1990         | 1992         | Dominique Davillers      | SE        | Comptable     |
| 1992         | juin 1995    | Bernard Boudrot          | SE        | Retraité      |
| juin 1995    | mars 2001    | Denis Claudel            | SE        | Agriculteur   |
| mars 2001    | juillet 2002 | Bernadette Batal         | SE        | Retraitée     |
| juillet 2002 | 2006         | Christian Mervelay       | SE        |               |
| 2006         | mars 2008    | Guy Malnory              | SE        | Fonctionnaire |
| mars 2008    | 2020         | Jack Brie                | SE        | Retraité      |
| mars 2020    | En cours     | Rémy Vaudois             | SE        | Infirmier     |

### Budget et fiscalité 2023

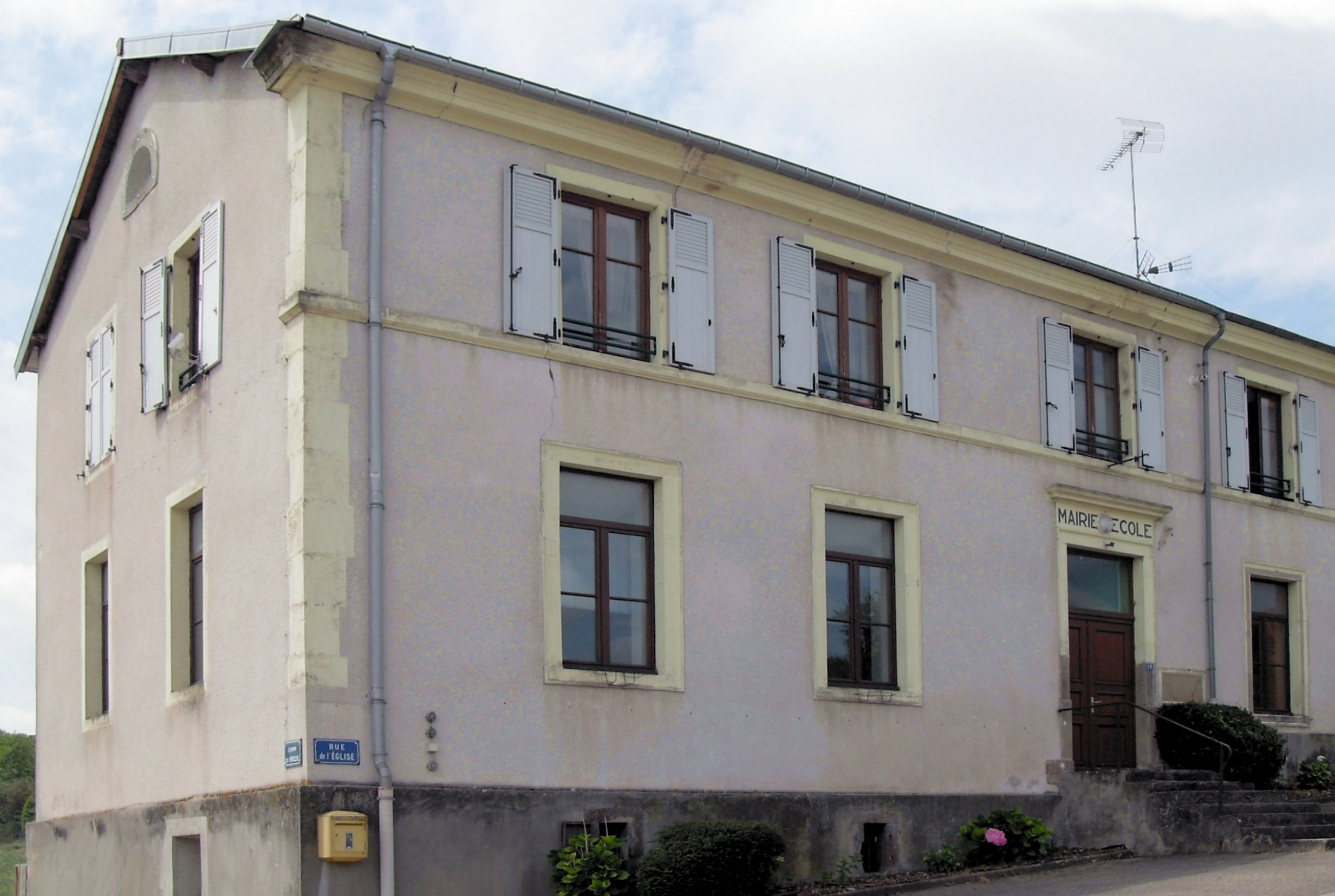
La mairie-école.

En 2023, le budget de la commune était constitué ainsi :
- total des produits de fonctionnement : 331 000 €, soit 1 958 € par habitant ;
- total des charges de fonctionnement : 251 000 €, soit 1 249 € par habitant ;
- total des ressources d'investissement : 9 000 €, soit 56 € par habitant ;
- total des emplois d'investissement : 57 000 €, soit 338 € par habitant ;
- endettement : 10 000 €, soit 60 € par habitant.

Avec les taux de fiscalité suivants :
- taxe d'habitation : 21,61 % ;
- taxe foncière sur les propriétés bâties : 36,88 % ;
- taxe foncière sur les propriétés non bâties : 21,68 % ;
- taxe additionnelle à la taxe foncière sur les propriétés non bâties : 0,00 % ;
- cotisation foncière des entreprises : 0,00 %.

Chiffres clés Revenus et pauvreté des ménages en 2021 : médiane en 2021 du revenu disponible, par unité de consommation : 20 420 €.

## Équipements et services publics

### Eau et déchets
Le territoire communal est couvert par le schéma d'aménagement et de gestion des eaux (SAGE) « Nappe des Grès du Trias Inférieur ». Ce document de planification, dont le territoire comprend le périmètre de la zone de répartition des eaux de la nappe des Grès du trias inférieur (GTI), d'une superficie de 1 497 km2, est en cours d'élaboration. L’objectif poursuivi est de stabiliser les niveaux piézométriques de la nappe des GTI et atteindre l'équilibre entre les prélèvements et la capacité de recharge de la nappe. Il doit être cohérent avec les objectifs de qualité définis dans les SDAGE Rhin-Meuse et Rhône-Méditerranée. La structure porteuse de l'élaboration et de la mise en œuvre est le conseil départemental des Vosges.
La qualité des eaux de baignade et des cours d’eau peut être consultée sur un site dédié géré par les agences de l’eau et l’Agence française pour la biodiversité.

## Population et société

### Démographie
L'évolution du nombre d'habitants est connue à travers les recensements de la population effectués dans la commune depuis 1793. Pour les communes de moins de 10 000 habitants, une enquête de recensement portant sur toute la population est réalisée tous les cinq ans, les populations de référence des années intermédiaires étant quant à elles estimées par interpolation ou extrapolation. Pour la commune, le premier recensement exhaustif entrant dans le cadre du nouveau dispositif a été réalisé en 2006.

En 2022, la commune comptait 171 habitants, en évolution de +11,76 % par rapport à 2016 (Vosges : −2,96 %, France hors Mayotte : +2,11 %).
| 1793 | 1800 | 1806 | 1821 | 1831 | 1836 | 1841 | 1846 | 1856 |
| ---- | ---- | ---- | ---- | ---- | ---- | ---- | ---- | ---- |
| 458  | 517  | 215  | 611  | 615  | 621  | 618  | 614  | 570  |

| 1861 | 1866 | 1876 | 1881 | 1886 | 1891 | 1896 | 1901 | 1906 |
| ---- | ---- | ---- | ---- | ---- | ---- | ---- | ---- | ---- |
| 620  | 615  | 621  | 606  | 583  | 534  | 498  | 484  | 431  |

| 1911 | 1921 | 1926 | 1931 | 1936 | 1946 | 1954 | 1962 | 1968 |
| ---- | ---- | ---- | ---- | ---- | ---- | ---- | ---- | ---- |
| 377  | 281  | 285  | 235  | 221  | 247  | 215  | 164  | 146  |

| 1975 | 1982 | 1990 | 1999 | 2006 | 2011 | 2016 | 2021 | 2022 |
| ---- | ---- | ---- | ---- | ---- | ---- | ---- | ---- | ---- |
| 151  | 139  | 115  | 133  | 139  | 156  | 153  | 169  | 171  |

D'après le livre Un pasteur à ses jeunes paroissiens écrit par le curé de Gugney, Joseph LOUYS (1744-1804), paru en 1792 chez Joseph BOUILLON imprimeur du District et de la Municipalité de Mirecourt : (texte retranscrit à l'identique)
"En 1637, une troupe armée pilla l'église et le village, massacra un très-grand nombre d'habitans de tout âge et de tout sexe, et brûla presque toutes les maisons. Le peu des anciens titres qui échapperent aux flammes, fut en partie déchiré ou égaré.
Un dénombrement fait en 1659 ne porte qu'à vingt-deux la totalité des habitans de la paroisse ; neuf à Gugney, six à l'annexe et sept dans les autres lieux.
En 1711, Léopold, duc de Lorraine, envoya M. Rice pour dresser un état du temporel du bénéfice ; et l'on voit que, dans les cinq villages, il y avoit déjà quatre-vingt-sept habitans ; 42 à Gugney, 8 au Ménil, 7 à Vermonzey, 18 à Regney, 12 à Madegney."

## Économie

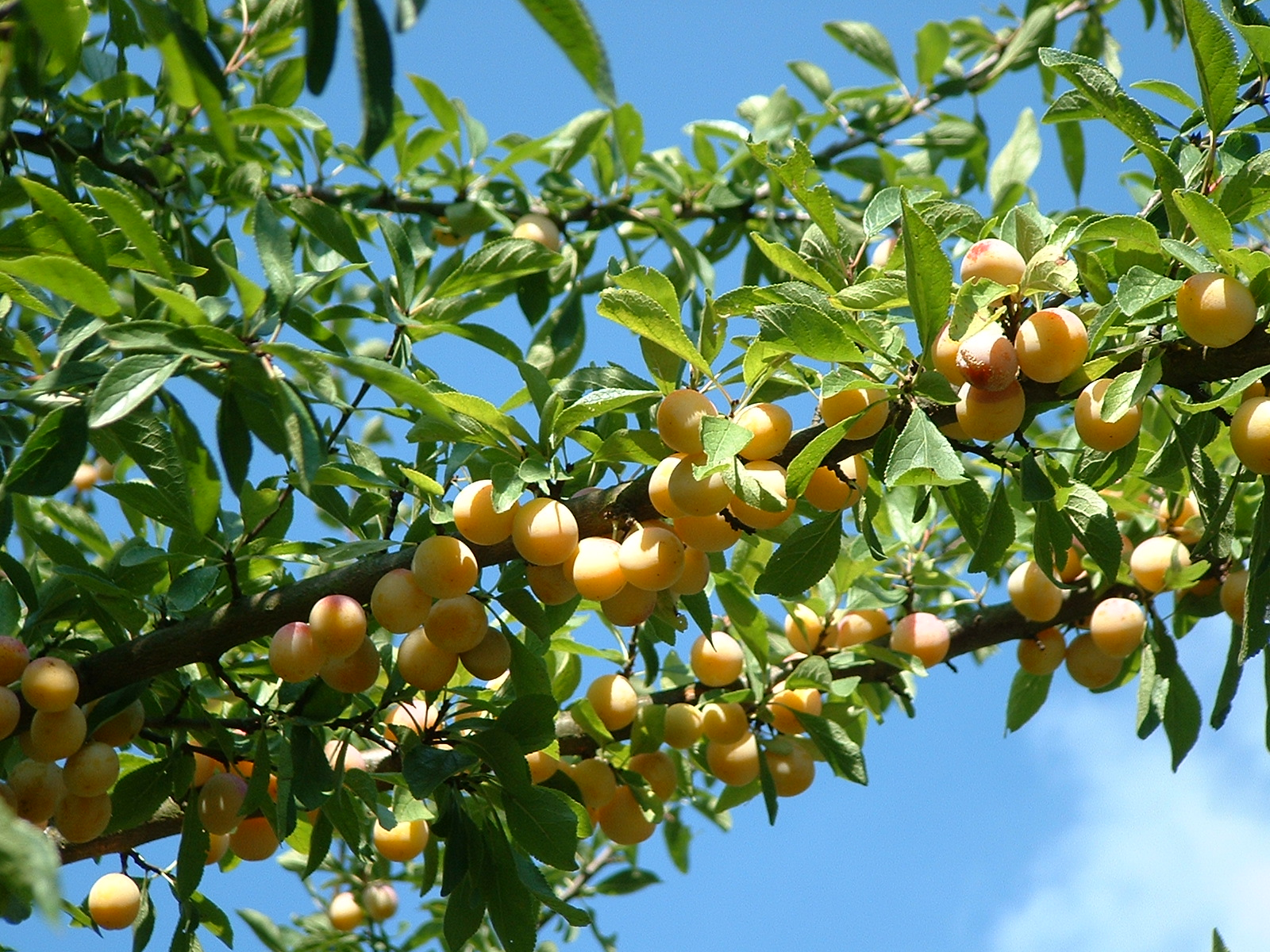
Mirabelles.

### AuXXIesiècle
L'agriculture reste l'activité principale de Gugney-aux-Aulx tout en employant seulement une dizaine de personnes. Une grande partie des terres dépend d'exploitations extérieures au village. Même si les superficies replantées en arbres fruitiers, principalement des mirabelliers, croissent régulièrement, la production de lait et l'élevage bovin constituent l'essentiel de l'activité agricole associées aux céréales utilisées en partie pour l'alimentation des troupeaux. Les activités para agricoles complètent ce secteur qui compte au 1er janvier 2009: 
- deux exploitations agricoles ;
- un maraicher ;
- une entreprise d'élevage de pigeons, avec abattoir ;
- une entreprise de reproduction et d'élevage canin ;

L'artisanat est peu représenté avec seulement une entreprise individuelle de tapisserie-matelasserie.
Les revenus communaux sont essentiellement constitués des produits forestiers issus de l'exploitation d'environ 190 ha de feuillus (chênes, hêtres) et résineux (épicéas).

### À la fin duXIXesiècle
À la fin du XIXe siècle, Gugney-aux-Aulx était un bourg actif où une foire annuelle se déroulait le mardi après la Trinité. La population travaillait essentiellement sur place dans l'agriculture, l'artisanat ou le travail à domicile pour les industries des villes voisines :
- L'agriculture occupait 507 ha de terres labourables, 77 en prés, 30 en vignes, 24 en jardins ou vergers et 196 en forêt. Le lait et l'élevage était déjà prépondérants devant les céréales et les pommes de terre.

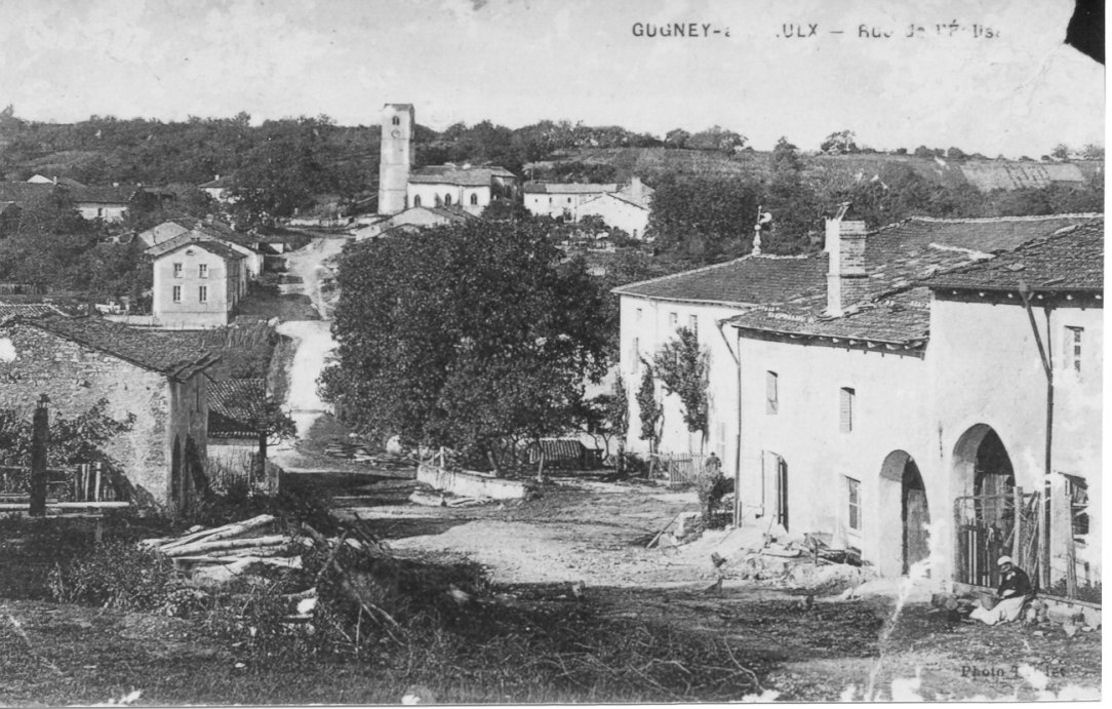
1903 : Les vignes derrière l'église.

- La vigne[38] d'implantation ancienne à usage local s'est fortement développée, en quantité et en qualité, après la Révolution française jusqu'à devenir un produit commercial vendu dans les villes voisines et au-delà. À son apogée, la vigne a couvert près de 50 ha. À partir de 1894, le vignoble a dû faire face à l'attaque du phylloxéra qui a mené à l'arrachage généralisé à partir de 1903. L'incapacité financière des viticulteurs à évoluer vers des plants greffés a entraîné la quasi-disparition de la vigne. Seules de petites surfaces ont été replantées en variétés naturelles plus résistantes : Kulhman, Baco et Oberlin. Cette culture subsiste encore très ponctuellement aujourd'hui pour un usage familial.

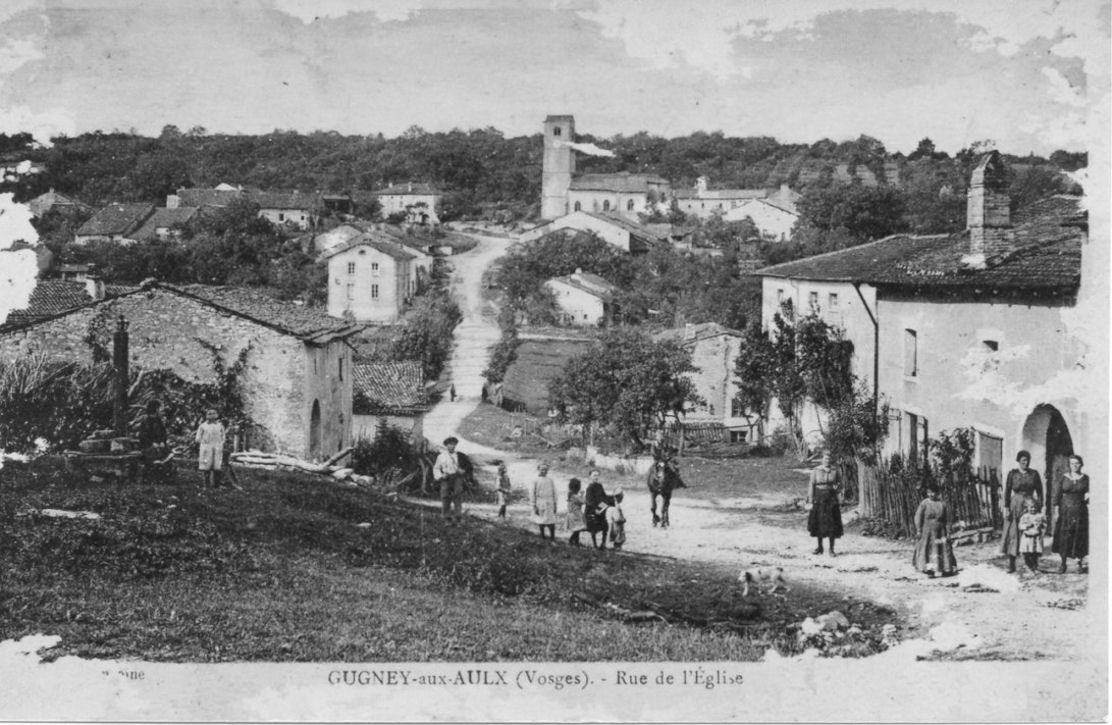
1912 : Les mirabelliers arrivent.

- Les mirabelles[39] ont remplacé la vigne. Dès  1905, le mirabellier a été largement implanté couvrant des superficies importantes et devenant une source de revenu significative pour les nombreux propriétaires terriens de la commune. Le bouilleur de cru transformait une partie de la production en "eau-de-vie" fort appréciée : la mirabelle, qui a pu être à l'origine d'un commerce marginal illicite. Le privilège héréditaire datant de Napoléon Ier permettant une production en franchise de droits au propriétaire a été abrogé en 1959 programmant sa disparition dans les décennies suivantes.

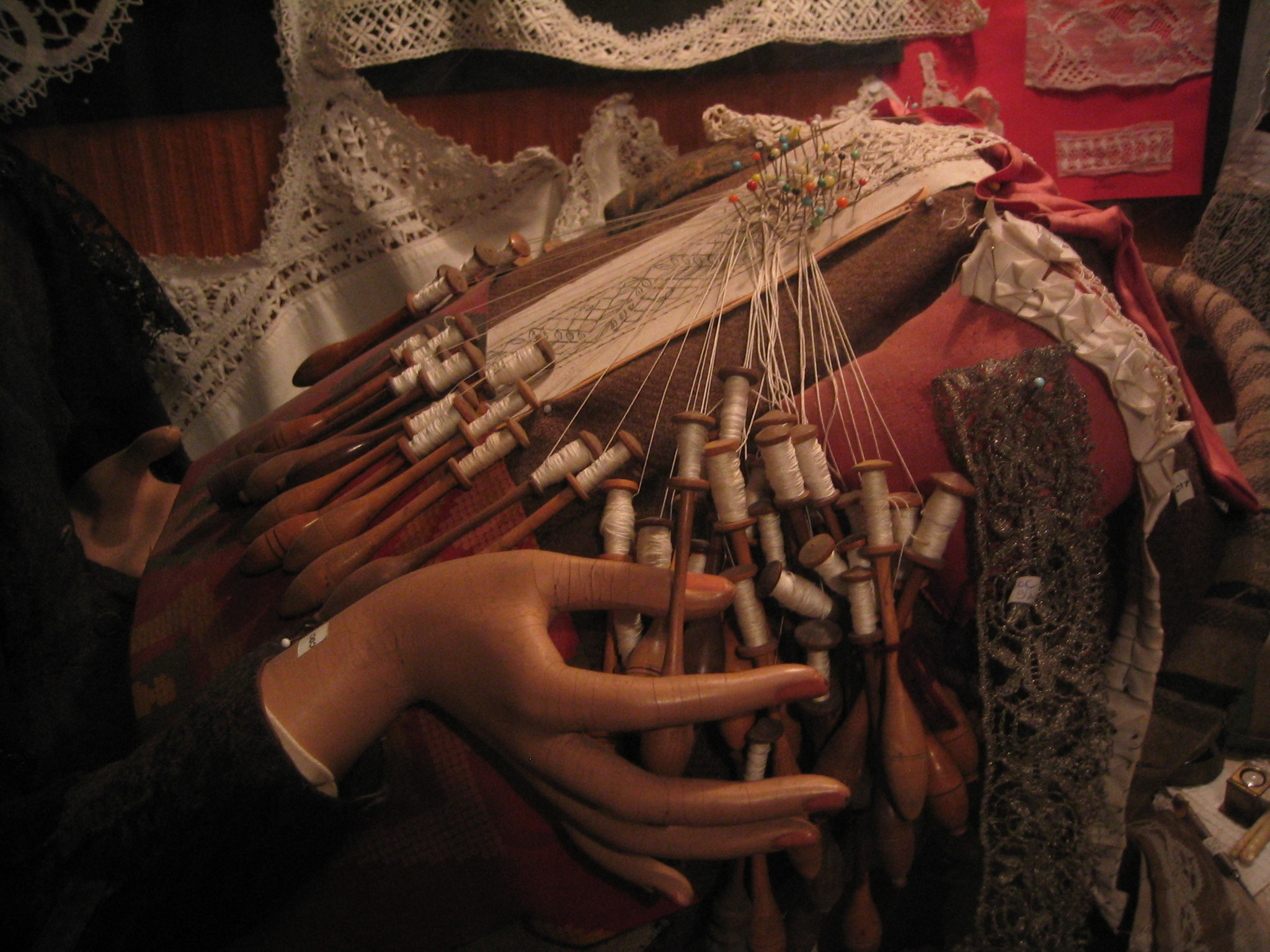
Dentelle aux fuseaux.

- La dentelle et les perles employait, en 1885, plus de cent soixante-dix ouvrières en dentelle et perles travaillant pour des négociants de Mirecourt ou de Charmes (pour les perles). La renommée de la dentelle de Mirecourt[41] était internationale, elle connut son apogée vers 1850 mais la mécanisation entraîna son déclin dès la fin du XIXe siècle. Les dernières dentellières de Gugney-aux-Aulx ont disparu dans les  années 1950. À travers l'entreprise Gouvernel à Charmes, la broderie de perles a survécu jusque dans les années 1970. Ces activités constituaient souvent un revenu d'appoint pour les femmes mariées mais l'essentiel des ressources pour les veuves.
- Autres industries, le XIXe siècle a vu également l'arrêt du moulin à eau de Gugney après plusieurs siècles d'exploitation sur la rive du Colon ainsi que l'abandon de l'exploitation d'une carrière de pierre ordinaire.
- Le commerce répondait à l'essentiel des besoins quotidiens locaux avec notamment une épicerie, une boulangerie, deux cafés, et de nombreux artisans : maréchal-ferrant, cordonnier, matelassier, etc.

## Culture locale et patrimoine

### Lieux et monuments

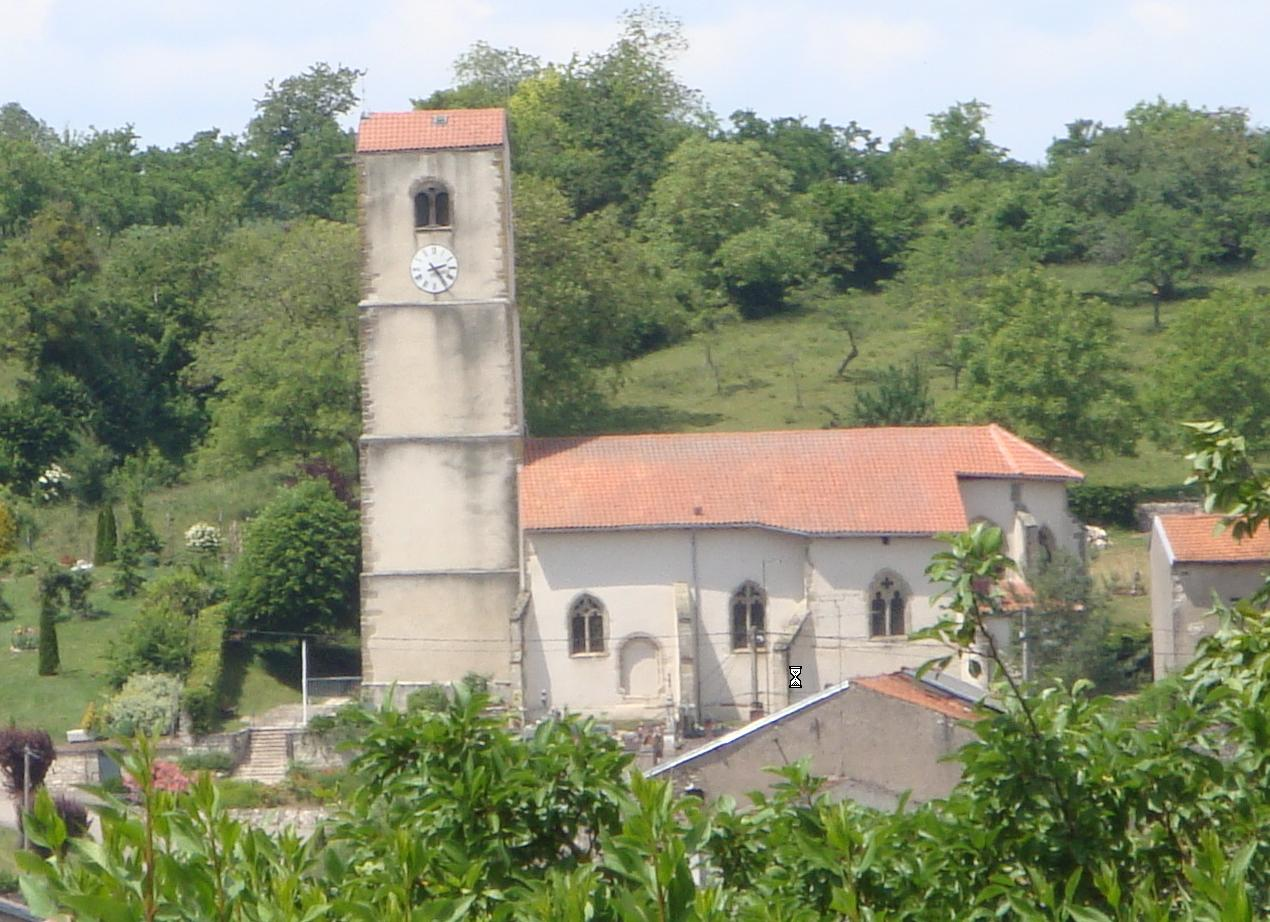
Église (face sud).

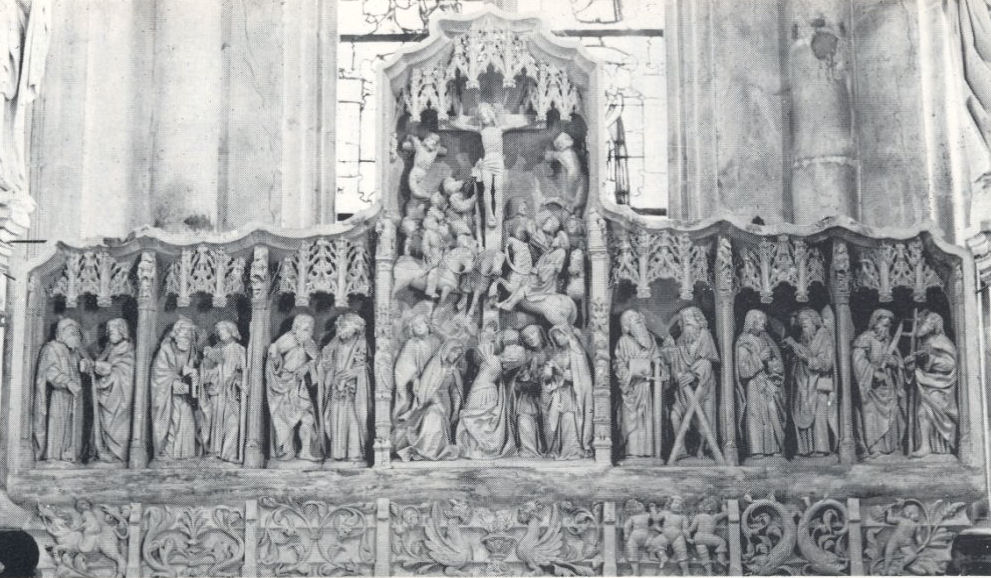
Retable aux douze apôtres (1526).

- L'église saint Barthélémy[42], une légende bien établie voudrait qu'elle ait été bâtie sous le règne de Charlemagne et aurait d'ailleurs possédé une école de cette époque. Si la légende est belle, elle est fausse. Le clocher a certainement été érigé à la fin du Xe siècle ou au début du XIe siècle à l'époque de la "3e Renaissance carolingienne" ou "Renaissance ottonienne" qui a suivi les terreurs de l'an Mil. L'église elle-même est de style gothique. Datée du XVIe siècle, c'est un musée d'art religieux[43] ; l'ensemble de la statuaire est classée avec des pièces rares dont certaines ont été exposées, notamment la pietà et la statue de saint Nicolas. Saint Nicolas est sans barbe, comme dans c'était le cas dans les représentations du XVIème siècle, et contrairement aux représentations modernes où il est affublé d'une longue barbe blanche (voir aussi la statue en façade à la basilique de Saint-Nicolas-de-Port).L'ensemble est contemporain de François Ier, roi de France, et d'Antoine, duc de Lorraine. Les deux chapelles ont été fondées en 1529 ce qui permet de dater avec exactitude une grande partie de la statuaire et les vitraux. Le retable aux douze apôtres est également une œuvre de toute beauté. L'église est inscrite au titre des monuments historiques par arrêté du 3 mars 1926[44]. Un Christ en croix avec les pieds fixés par un seul clou et disposés en rotation interne, est inscrit au titre objet[45]. Dans une longue vidéo, "L'église aux mille trésors", Francis Gruyer* décrit les richesses de cet édifice et resitue son édification dans le contexte historique de l'époque. (* Voir personnalités liées à la commune)
- Le presbytère date du XVIe siècle ; à l'origine il aurait été une résidence de chasse du maréchal de Bassompierre (mort en 1646). Un cadran solaire existe encore sur sa façade.

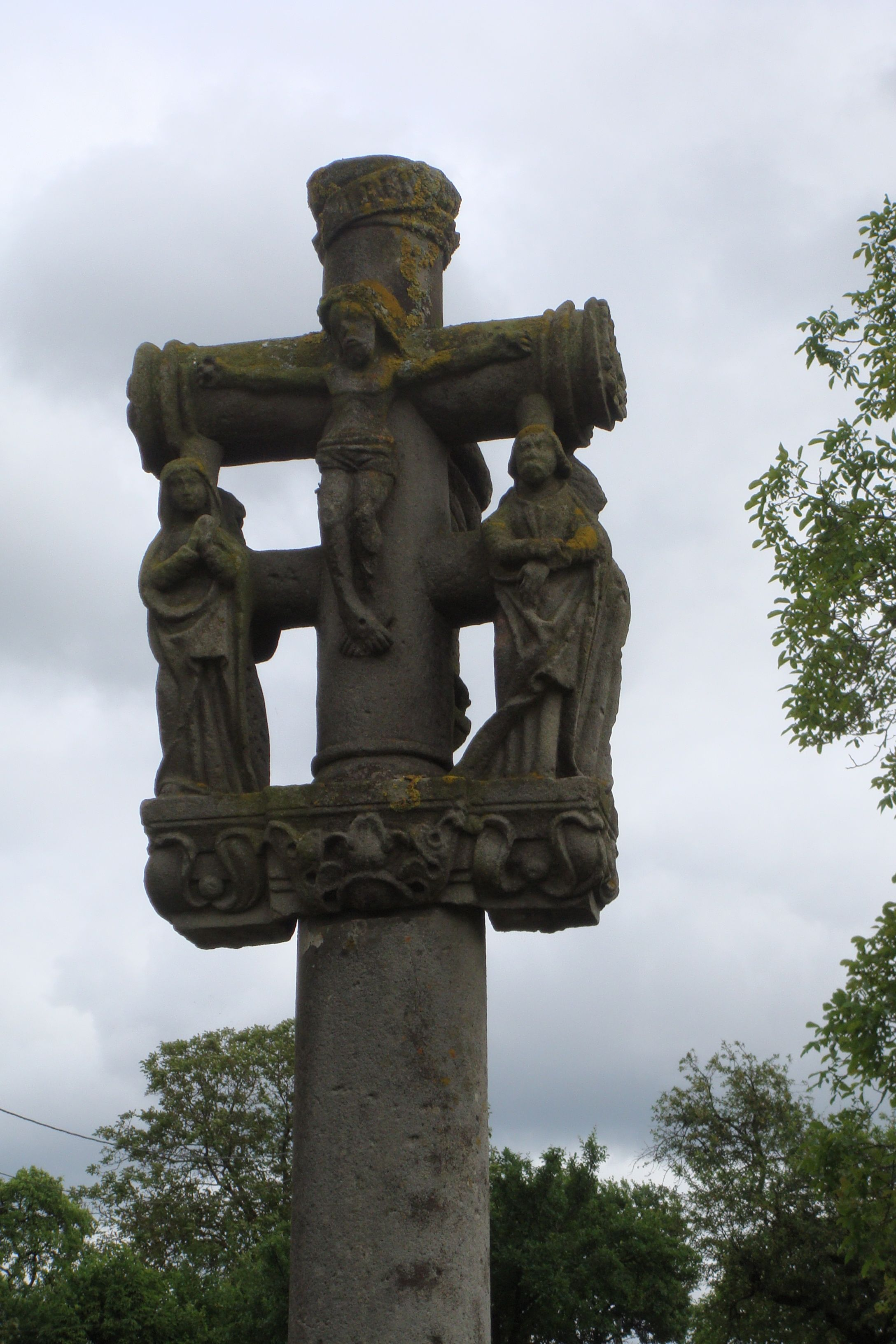
Croix du Breuil.

- La Croix du Breuil, croix de carrefour, se trouvait autrefois devant la mairie. Dans les années 1990, elle a été déplacée rue Berton dans un cadre de verdure qui la met mieux en valeur. Elle a été réalisée en 1581 à la demande d'Amé Toussaint, curé de la paroisse. Elle comporte des statues de saint Barthélemy, patron de la paroisse, de saint Amé et de saint Dominique (prénom du père du donateur).

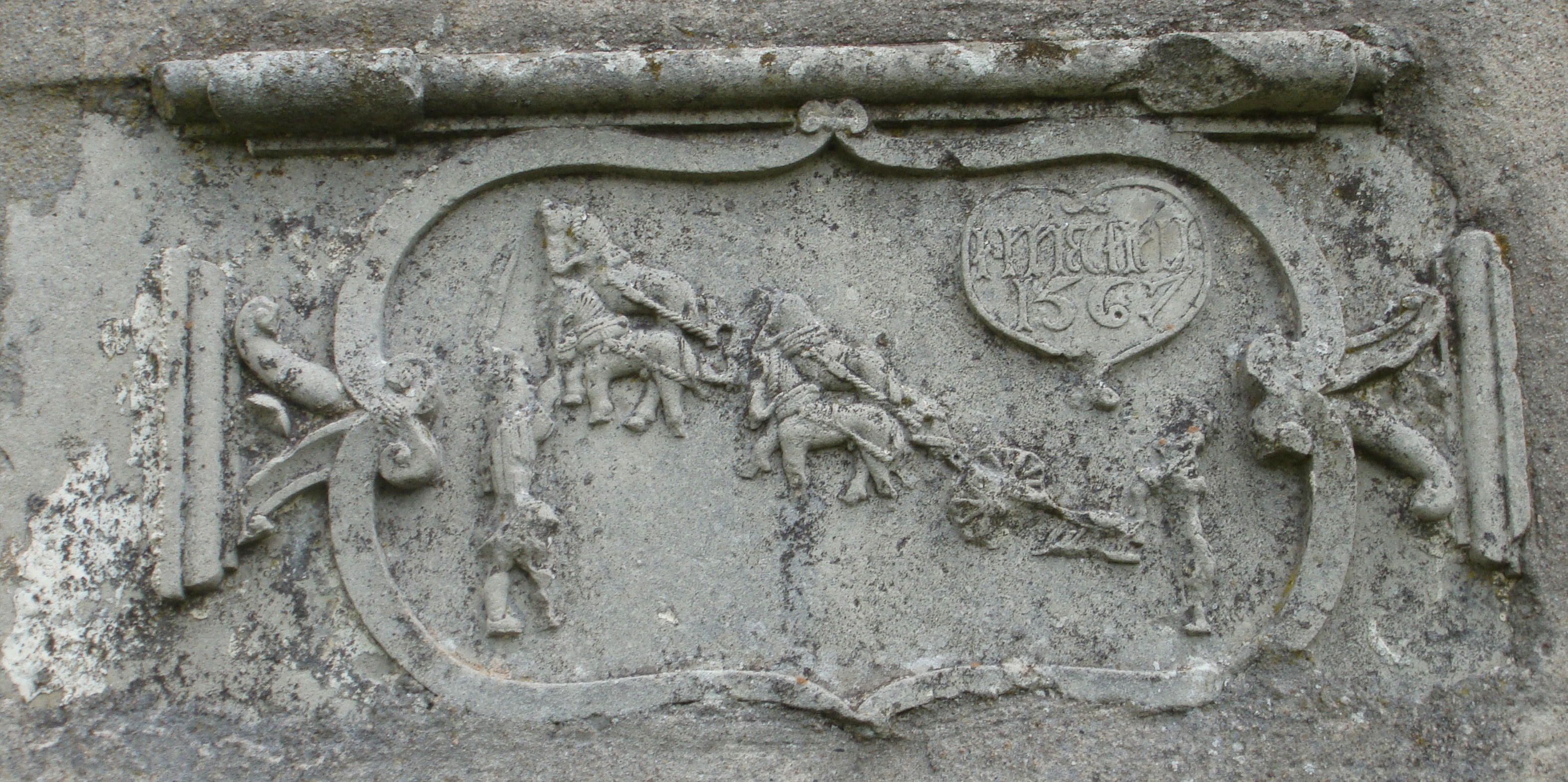
Pierre de façade.rue de la Poirie

- Rue de la Poirie, ancienne maison Hag : la façade comporte une pierre de façade sculptée figurant un laboureur qui pourrait être en rapport avec un de ses occupants, elle est datée de 1567. Au fond de la rue, contigu à la fontaine de Baco, un bassin de lavage des chevaux ( gayoir ) a été restauré par une association du village.
- Le gros hêtre, au carrefour des “Hauts Chemins”, arbre multicentenaire d'un diamètre d'environ deux mètres, classé au 19° rang des arbres remarquables répertoriés par l’association Faune Environnement Vosges. Il a été abattu par un violent coup de vent le 03/10/2020.
- Monument aux morts[46] : Conflits commémorés : Guerre franco-allemande de 1914-1918.

### Traditions locales et légendes
Certaines anecdotes qui relèvent de la tradition et font partie de la mémoire orale méritent d'être relevées pour ne pas tomber dans l'oubli.
- L'école de Charlemagne. La tradition voudrait que l'église date de l'époque de Charlemagne (IXe siècle) ou, en application des directives de l'empereur à la barbe fleurie, une école aurait été créée dans l'espace au-dessus de la nef. Malheureusement, il s'agit d'une légende à l'origine inconnue inconciliable avec la construction, postérieure de sept siècles, de l'église.
- Le chemin des Morts. Ce chemin, dont un tronçon pavé a subsisté jusqu'en 2012, relie la rue de la Poirie à la rue de l'Église. Selon la tradition, il s'agirait d'une ancienne voie romaine, ce qui lui a valu d'être renommé "Chemin des Romains" dans les années 2000. Cette hypothèse n'est pas attestée[48]. Par contre, à l'époque où le village s'étalait en arc de cercle de l'église à l'actuelle rue Grabouée et subissait périodiquement des épidémies de peste, ce chemin permettait d'évacuer les cadavres vers le cimetière sans traverser le village, d'où certainement son nom original de "Chemin des morts".
- Le cimetière des pendus. Les habitants de la commune répugnent à enterrer leurs morts dans le cimetière "derrière" l'église (côté nord) alors que celui du côté sud est saturé. La tradition veut que le cimetière nord soit celui des pendus et des suicidés. S'il y a bien eu quelques suicidés, dont deux par pendaison, inhumés à cet endroit au cours du XXe siècle, il y a aussi plusieurs tombes de nourrissons. Les raisons profondes relèvent de l'inconscient collectif et sont ailleurs, notamment d'ordre religieux et social. Ce cimetière était celui des indigents qui n'avaient pas les moyens financiers d'acheter une concession (la tombe était signe extérieur de statut social), c'était aussi le lieu d'inhumation des "rejetés" de l'Église, suicidés, enfants morts avant baptême, apostats… C'était également le lieu des fosses communes durant les épidémies. Abandonné pendant une longue période, l'accès à ce cimetière contournait l'église par le chemin voisin.
- Les contrebandiers de Gugney. La guerre de 1870 et l'annexion de l'Alsace-Lorraine rapprocha la frontière et fut à l'origine de "vocations" de contrebandiers à Gugney-aux-Aulx comme dans nombre de villages lorrains généralement plus proches de la nouvelle frontière. Quelques familles (Mulot…) se spécialisèrent dans cette activité lucrative fondée sur le tabac, les allumettes… Le trafic s'effectuait de nuit à dos d'homme et de cheval, mais aussi par chemin de fer via Saint-Dié avec la complicité des femmes qui cachaient les produits illicites sous leurs jupes et jupons[49]. Malgré plusieurs "descentes" des douanes et de la gendarmerie, aucune saisie ni arrestation ne fut réalisée en grande partie du fait des complicités villageoises et des communications existant entre les maisons dont des traces subsistent encore, notamment dans la rue Haute côté impair. La contrebande cessa avec la Première Guerre mondiale (1914-1918) et la récupération, par la France, des territoires annexés.

### Personnalités liées à la commune
- Claude-Gérard Mathieu, jésuite, né à Gugney-aux-Aulx, décédé à Ancône le 24 décembre 1587. Surnommé le Courrier de la Ligue, à cause de ses diverses négociations entre la maison de Lorraine et Rome[50], il fut l'un des fondateurs de l'université de Pont-à-Mousson ;
- Barthélémy Jacquet, né en 1767, mort en 1826, il a fait une donation en faveur des élèves indigents de la commune ;
- Alphonse Collé, né à Gugney-aux-Aulx le 23 janvier 1867, décédé à Ménil-sur-Belvitte le 20 mars 1943, prêtre, curé de la Paroisse de Ménil-sur-Belvitte à partir du 5 novembre 1908, ami de Maurice Barrès et du député des Vosges et historien Louis Madelin. Tout autant loué que décrié pour son action en faveur des soldats morts dans les combats du massif de la Chipotte. En effet, accusé de trahison, il est arrêté par les Allemands le 1er septembre 1914. Le massif de la Chipotte libéré après le recul allemand du 12 septembre, il est cette fois-ci accusé à plusieurs reprises par les autorités françaises de dépouiller les cadavres après les avoir exhumés. En fait, il ne fait que pallier l’incurie d’un pouvoir militaire au-dessous de sa tâche de mémoire, voire de dignité, dans le traitement de ses morts et prend à témoin militaires et politiques de tous grades. Jusqu'à sa mort, il poursuivra son œuvre de commémoration qu'il décrira dans un ouvrage[51].
- Marcel Boulangé[52], né à Gugney-aux-Aulx en 1913, mort à La Croix-Valmer en 1995. Sénateur socialiste de Belfort de 1949 à 1971. Attaché de préfecture, il adhère aux Jeunes Socialistes après les émeutes du 6 février 1934, puis fonde la section de Nancy des Étudiants Socialistes. De 1942 à 1944, il assure le fonctionnement de la cellule NAP (Noyautage des administrations publiques) de la préfecture d'Épinal ;
- Pierre Houot, né en 1920, mort en 1989, membre du conseil municipal, comme adjoint à partir de 1947 puis comme maire de 1965 à 1989 ;
- Francis Gruyer[53], professeur - écrivain, né à Darney le 11 avril 1950, professeur de lettres à Dompaire, il s'établit à Gugney-aux-Aulx dans les années 1970. Sélectionné pour le prix Femina, son roman Les Ruines du soleil obtient le prix Erckmann-Chatrian en 1979 et le prix de l'Académie française au titre de la fondation Lange en 1980[54].
- Maurice Barrès évoque Gugney-aux-Aulx dans "La grande pitié des églises de France". Francis Gruyer relate ces visites et les replacent dans un contexte historique dans une vidéo : "Maurice Barrès en visite à Gugney-aux-Aulx".

### Héraldique, logotype et devise
Ville ne possédant pas de blason ou un pseudo-blason.

## Pour approfondir